# Porte de Paris (Gournay-en-Bray)
Pour les articles homonymes, voir Porte de Paris.
La porte de Paris est un édifice situé sur la commune de Gournay-en-Bray, en Seine-Maritime, en France. Elle fait l’objet d’une inscription au titre des monuments historiques depuis 1930.

## Localisation
L'édifice est situé place de la Libération et rue Legrand-Baudu. 

## Historique
La porte est datée de 1778-1780. En 1792 les armoiries de la maison de Montmorency sont effacées.
Le monument est inscrit comme monument historique depuis le 14 avril 1930.
En 1960 les piliers sont déplacés pour des travaux de voirie.

## Description
L'édifice comprend deux pavillons et deux piliers. 
Il comporte des sablières sculptées de personnages, d'animaux et de motifs végétaux ou géométriques.  